# Deutsche Rabbinerkonferenz
Die Rabbinerkonferenz in der Bundesrepublik Deutschland, später Deutsche Rabbinerkonferenz (DRK), wurde 1952 unter Rabbiner Dr. Siegbert Neufeld gegründet. Sie war später der Zusammenschluss aller Rabbiner, die entweder in einer dem Zentralrat der Juden in Deutschland angehörenden Gemeinde amtierten oder einem Landesverband des Zentralrats angehörten. Die Deutsche Rabbinerkonferenz ging 2005 in zwei unterschiedliche Rabbinerkonferenzen über, die Orthodoxe Rabbinerkonferenz Deutschland (ORD, gegründet 2003) und die liberale Allgemeine Rabbinerkonferenz Deutschland (ARK, gegründet 2005). Sie sollte zunächst noch als Dachorganisation der beiden Konferenzen dienen. Dieser Plan wurde später jedoch nicht weiterverfolgt.
Beide Rabbinerorganisationen – ORD und ARK – unterhalten je ein eigenes Rabbinatsgericht (Beth Din).